# Accenture
Accenture je multinacionalna stručna servisna tvrtka sa sjedištem u Irskoj specijalizirana za IT usluge i savjete. Tvrtka je uključena u popis Fortune Global 500 s prijavljenim prihodom od 50,53 milijarde dolara u 2021. Trenutni korisnici akcenture uključuju 91 članova Fortune Global 100 popisa i više od tri četvrtine Fortune Global 500 liste.
Od 1. rujna 2019. izvršni direktor tvrtke je Julie Sweet.
Društvo je registrirano u Dublinu u Irskoj od 2009. godine.

## Vanjske poveznice
- Accenture